# Per Larsson Åkerman

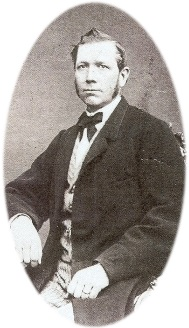
Per Larsson Åkerman.

Per Larsson Åkerman (* 26. April 1826 in Vingåker; † 2. Juli 1876 in Stockholm) war ein schwedischer Orgelbauer.

## Leben und Werk

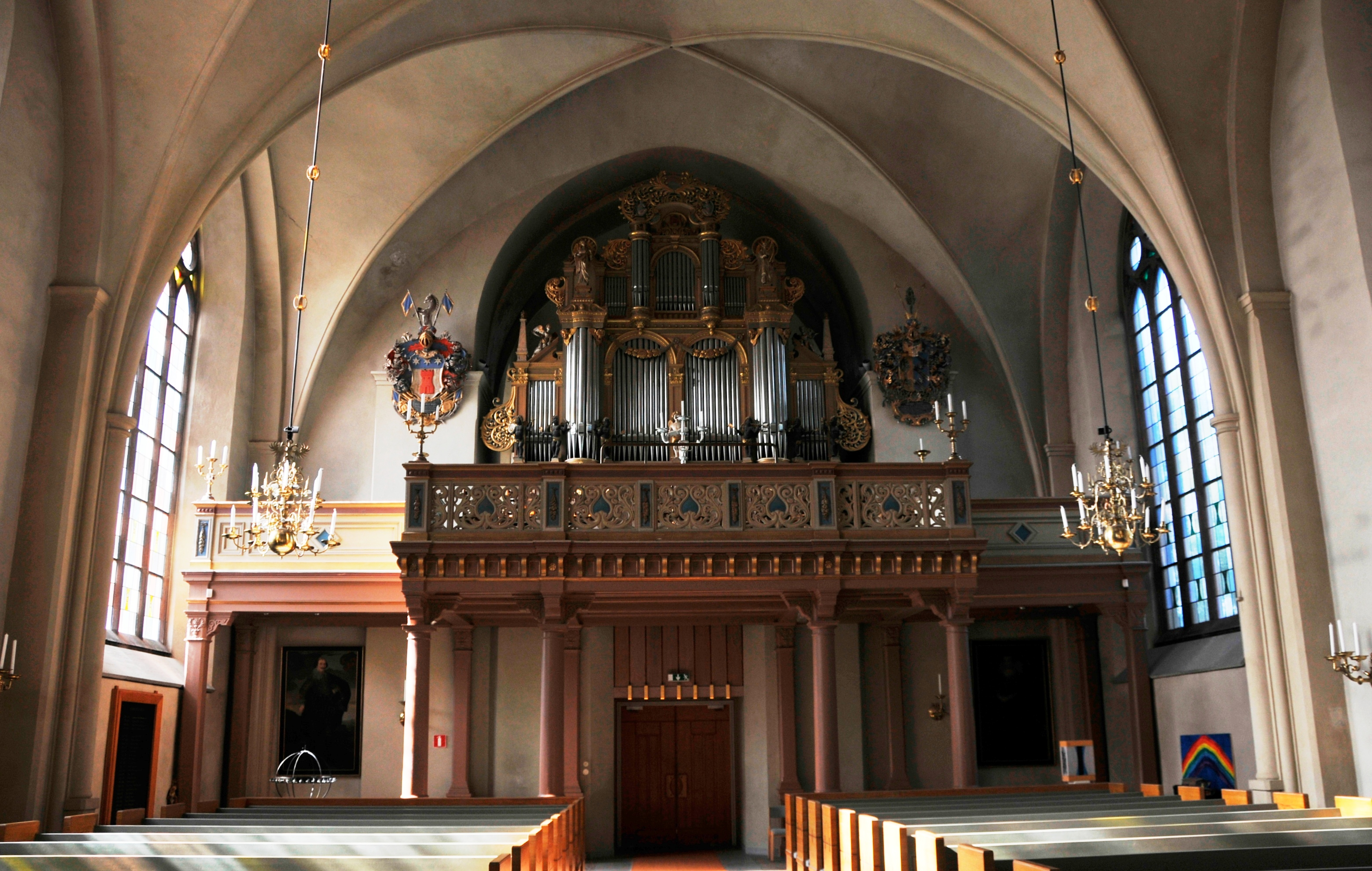
Orgelprospekt im Dom von Mariestad

Per Larsson war ein Sohn von Lars Pehrson, der Vorsteher (rättare) in Bistorps gård bei Vingåker war. 1844 begann er eine Orgelbauerausbildung bei Johan Samuel Strand in Vingåker. 1857 kam er nach Stockholm, wo er bei Blomqvist & Lindgren arbeitete. Er änderte seinen Namen in Per Larsson Åkerman (nach Vingåker?) 1850 machte er einen Abschluss als Orgelbauer an der Musikalischen Akademie und einen am Technischen Institut. Åkerman arbeitete danach weiter bei Blomqvist & Lindgren, führte aber auch Orgelneubauten mit Gustav Andersson aus.
1854 erhielt er das Privileg als Orgelbauer, mit dem er berechtigt war, sich selbstständig zu machen. Mit einem staatlichen Stipendium ging er aber zunächst nach Deutschland, zu den Gebrüdern Meyer in Hannover, dann zu Franz Wilhelm Sonreck nach Köln und schließlich zu Merklin & Schütze nach Brüssel. Für diese intonierte er eine neue große 35-stimmige Orgel in Paris, die 1855 auf der Weltausstellung gezeigt und prämiert wurde. In Paris studierte er den dortigen Orgelbau besonders des 17. und 18. Jahrhunderts, war aber wahrscheinlich nicht bei Aristide Cavaillé-Coll tätig. Für Merklin & Schütze baute er anschließend die große Orgel in der Kathedrale von Murcia mit.
1857 kehrte Åkerman  nach Schweden zurück und tat sich mit dem Orgelbauer Erik Adolf Sellerqvist zusammen. Beide bauten mehrere Orgeln, darunter die große im Dom von Strängnäs, die von den Gutachtern danach als in dieser Perfektion einzigartig in Schweden gepriesen wurde.

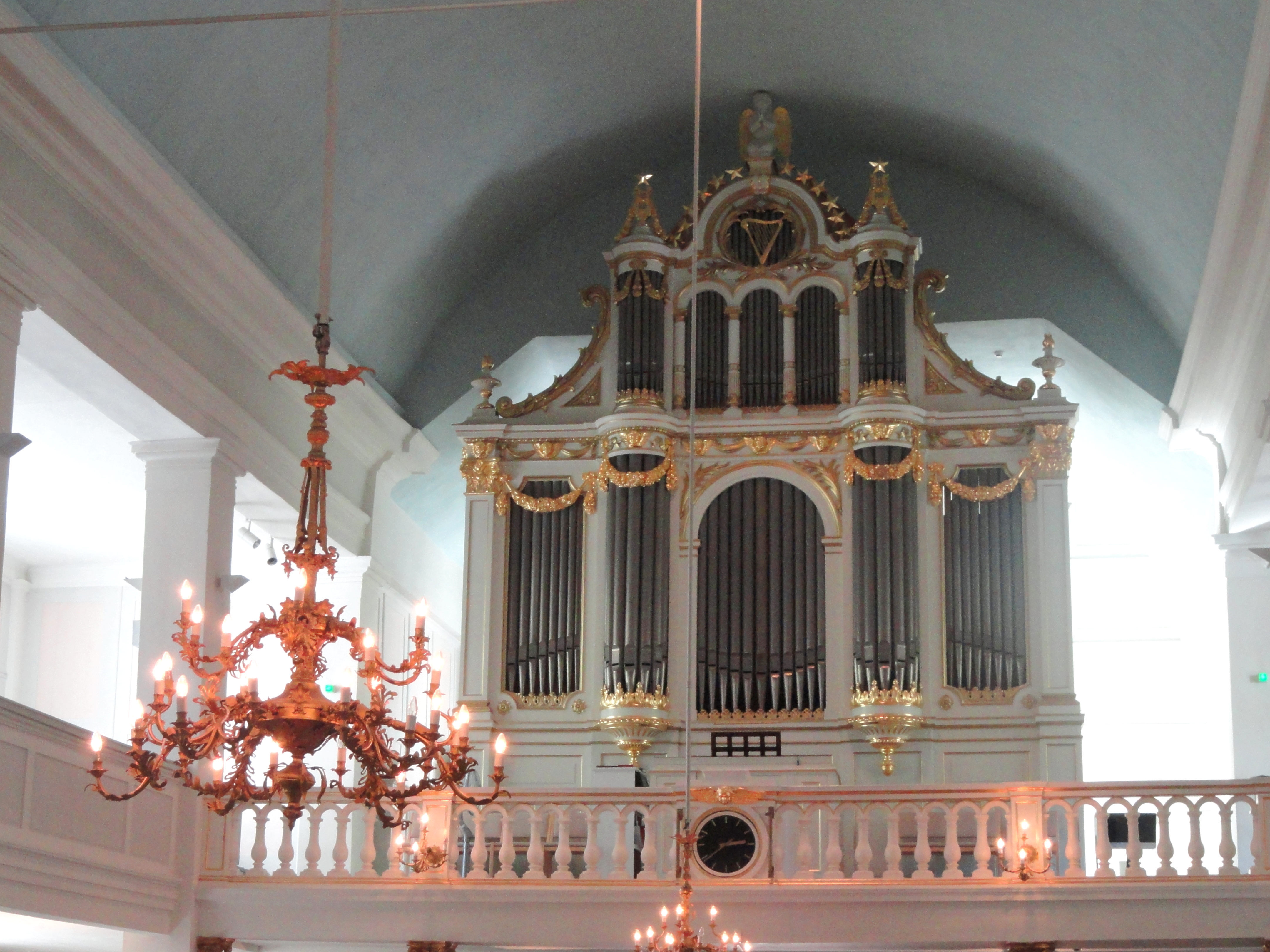
Orgel in der Alten Kirche in Helsinki

1860 machte sich Per Åkerman alleine selbstständig in Stockholm. 1866 nahm er seinen Mitarbeiter Carl Johan Lund als Mitteilhaber von P. L. Akerman & Lund auf.  Dieser übernahm 1876 nach Åkermans Tod die Werkstatt und führte sie weiter. Sie besteht als Äkerman & Lund Orgelbyggeri in Knivsta AB .
Per Larsson Åkerman gilt heute als einer der bedeutendsten schwedischen Orgelbauer überhaupt. Er führte zahlreiche Neuerungen des romantischen Orgelbaus Westeuropas in Schweden ein. Åkerman baute als erster Barkerhebel in seine Orgeln, sowie romantische Register wie  Euphon  und  Dulcian.
Von Per Larsson Åkerman sind etwa 70 Orgelneubauten in Schweden und im heutigen Finnland bekannt. Einige sind erhalten.